# Клішув (Нижньосілезьке воєводство)
Клішув (пол. Kliszów, нім. Klieschau) — село в Польщі, у гміні Рудна Любінського повіту Нижньосілезького воєводства.
Населення — 209 осіб (2011).
У 1975-1998 роках село належало до Легницького воєводства.

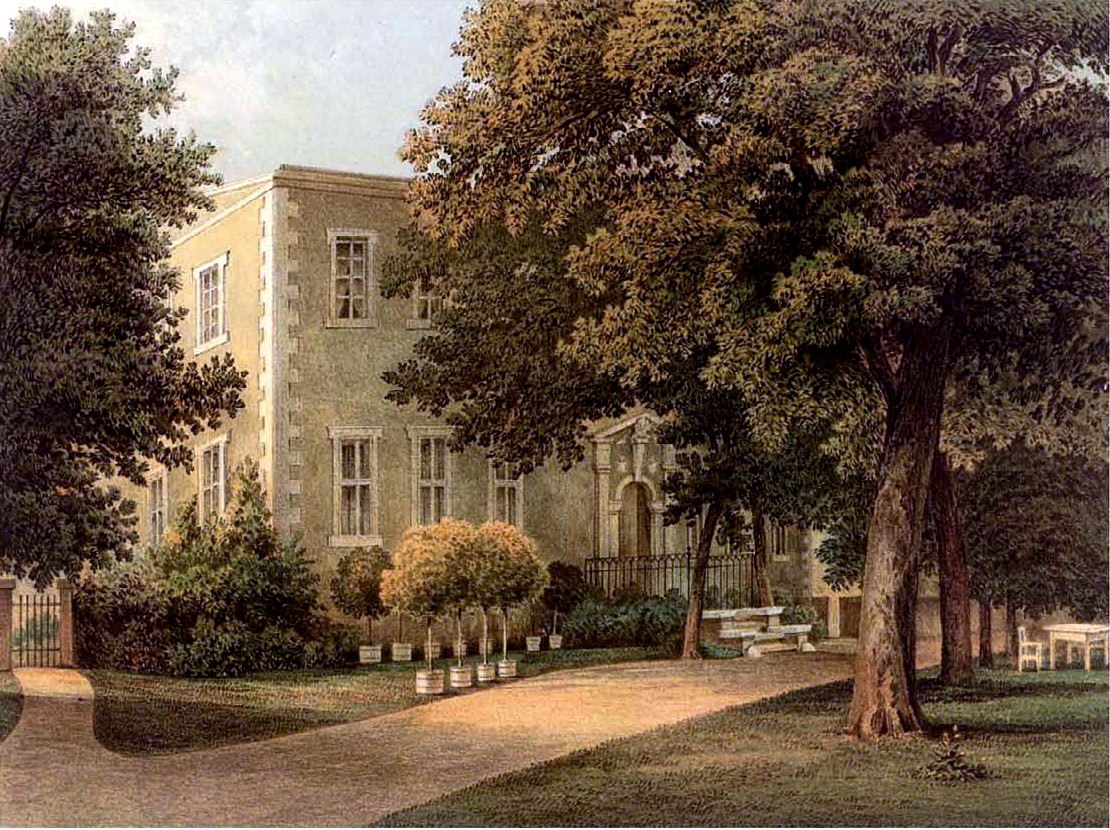
Palace Klieschau,Alexander Duncker

## Демографія
Демографічна структура станом на 31 березня 2011 року:
|          | Загалом | Допрацездатний вік | Працездатний вік | Постпрацездатний вік |
| -------- | ------- | ------------------ | ---------------- | -------------------- |
| Чоловіки | 99      | 25                 | 68               | 6                    |
| Жінки    | 110     | 27                 | 60               | 23                   |
| Разом    | 209     | 52                 | 128              | 29                   |